# Alfonsas Petrulis
Alfonsas Petrulis  pronunciació (?·pàg.) (1873-1928) va ser un sacerdot i periodista lituà de l'Església Catòlica Romana, i un dels vint signants de la Declaració d'Independència de Lituània.
Nascut prop de Biržai, va assistir a seminaris a Kaunas, Vílnius i Sant Petersburg, i va ser ordenat sacerdot el 1899. Va servir llavors en diverses parròquies a la diòcesi de Vílnius. Petrulis fou actiu en el moviment d'independència de Lituània des del 1899 fins al 1918, va treballar a les escoles i diaris, i va reclamar la llibertat d'ús del lituà a l'església.
El 1917 va ser membre de la Conferència de Vílnius, i va ser elegit membre del Consell de Lituània, durant la signatura de l'Acta d'Independència el 1918. Després va viatjar a Suïssa, juntament amb quatre altres membres del consell, per tal d'aconseguir el reconeixement formal de l'Estat. Després de tornar, va exercir com a secretari del Consell i va treballar en les lleis relatives a la religió en la nova república. Va continuar servint en els seus deures pastorals fins a la seva mort el 1928.